# Roman Polko

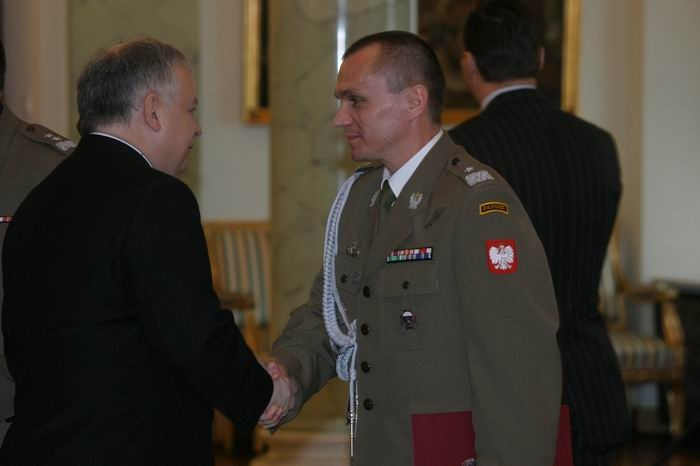
Prezydent Lech Kaczyński wręcza płk. Romanowi Polko nominację na stopień generała brygady (Warszawa, 31 marca 2006)

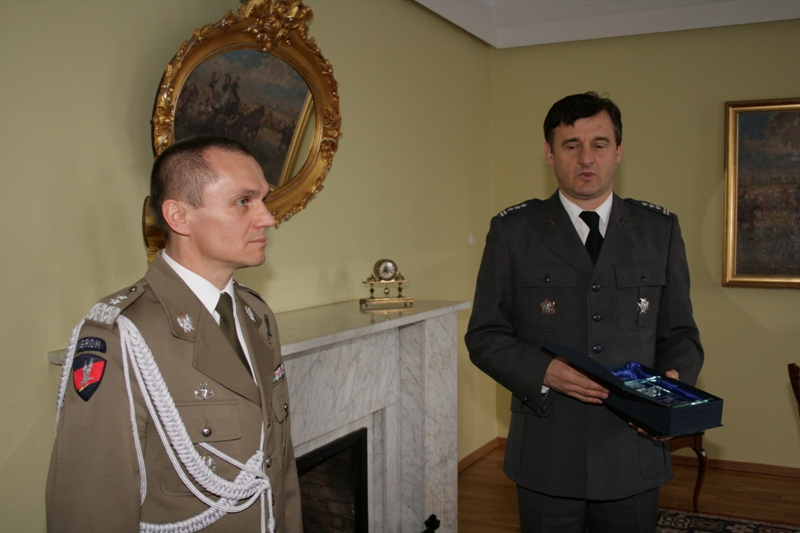
Generał Roman Polko podczas oficjalnego zakończenia służby wojskowej 29 stycznia 2009

Roman Polko (ur. 8 listopada 1962 w Tychach) – generał dywizji Wojska Polskiego, oficer dyplomowany wojsk powietrznodesantowych i sił specjalnych, doktor nauk wojskowych w specjalności kierowanie organizacją.

## Życiorys

### Wykształcenie
W latach 1981–1985 studiował w Wyższej Szkole Oficerskiej Wojsk Zmechanizowanych we Wrocławiu na kierunku rozpoznawczym, specjalność – działania specjalne (kurs działań specjalnych ukończył w 1985 w Ośrodku Szkolenia Wojsk Lądowych w Elblągu).
Jest również absolwentem Akademii Obrony Narodowej w Warszawie (lata 1994–1996).
W drugiej połowie lat 90. XX w. przeszedł specjalistyczne szkolenia w 75 pułku rangersów Armii Stanów Zjednoczonych w Fort Benning.
W 2002 odbył Wyższy Międzynarodowy Kurs Zarządzania Zasobami Obronnymi (ang. Senior Defense Management International Course) w Ośrodku Podyplomowym Marynarki Wojennej w Monterey (Stany Zjednoczone), natomiast w 2003 ukończył Podyplomowe Studia Strategiczno-Obronne w Akademii Obrony Narodowej.
28 kwietnia 2008 uzyskał stopień naukowy doktora nauk wojskowych w specjalności Kierowanie organizacją (tytuł rozprawy doktorskiej: Zarządzanie i dowodzenie wojskową formacją specjalną GROM). Jest instruktorem spadochronowym, strzeleckim i narciarskim.

### Służba wojskowa
W 1981 rozpoczął służbę w Siłach Zbrojnych PRL. Podczas służby wojskowej dowodził jednostkami wojskowymi: 6. Batalionem Desantowo-Szturmowym, 18. Bielskim Batalionem Desantowo-Szturmowym i Grupą Reagowania Operacyjno-Manewrowego GROM.
Na pierwsze stanowisko służbowe skierowano go do 1. Batalionu Szturmowego w Dziwnowie. Po zmianie lokalizacji JW 4101 służył w Lublińcu. Z czasem JW 4101 zmieniła nazwę na 1. pułk specjalny komandosów. W tym okresie dowodził grupą, plutonem i kompanią specjalną, a także brał udział w misji pokojowej na terenie byłej Jugosławii (kwiecień 1992 – grudzień 1993) (UNPROFOR).
W 1996 został starszym oficerem operacyjnym w sztabie 6. Brygady Desantowo-Szturmowej im. gen. bryg. Stanisława Sosabowskiego w Krakowie, a od 1998 był dowódcą 6. Batalionu Desantowo-Szturmowego im. gen. dyw. Edwina Rozłubirskiego w Niepołomicach (obecnie jednostka garnizonu Gliwice). W latach 1999–2000 dowodził 18. Bielskim Batalionem Desantowo-Szturmowym im. kpt. Ignacego Gazurka podczas operacji w Kosowie (KFOR).
Od 2000 do 2004 pełnił funkcję Dowódcy Wojskowej Formacji Specjalnej GROM w Warszawie. Po konflikcie z kierownictwem Sztabu Generalnego Wojska Polskiego odszedł do rezerwy na własną prośbę.
Kiedy był dowódcą GROM, zrealizował misję na pograniczu kosowsko-macedońskim, rozpoczął działania w Afganistanie, a w marcu 2003 wziął udział w II wojnie w Zatoce Perskiej i rozpoczął służbę na misji stabilizacyjnej w Iraku.
Na początku 2006 został przywrócony do służby czynnej i ponownie wyznaczony dowódcą Wojskowej Formacji Specjalnej GROM. Decyzją Prezydenta Rzeczypospolitej Polskiej 7 września 2006 zastąpił adm. floty Ryszarda Łukasika na stanowisku zastępcy szefa Biura Bezpieczeństwa Narodowego.
Od 8 sierpnia 2007 do 19 listopada 2007 p.o. Szefa Biura Bezpieczeństwa Narodowego.
29 stycznia 2009 roku generał dywizji Roman Polko zakończył zawodową służbę wojskową i odszedł do rezerwy.

## Służba państwowa
W 2005 roku był doradcą ds. bezpieczeństwa Prezydenta Miasta Stołecznego Warszawa Lecha Kaczyńskiego. Poparł kandydaturę Lecha Kaczyńskiego w wyborach prezydenckich w 2005 i został członkiem jego Komitetu Honorowego. Po zwycięstwie Prawa i Sprawiedliwości w wyborach parlamentarnych w 2005 roku, objął posadę doradcy Ministra Spraw Wewnętrznych i Administracji Ludwika Dorna ds. zwalczania terroryzmu.
15 kwietnia 2011 powołany przez Prezydenta RP Bronisława Komorowskiego do zespołu zajmującego się Strategicznym Przeglądem Bezpieczeństwa Narodowego.
7 września 2006 został Zastępcą Szefa Biura Bezpieczeństwa Narodowego, a od 8 sierpnia 2007 do 19 listopada 2007 p.o. Szefa Biura Bezpieczeństwa Narodowego. 25 lipca 2008 podał się do dymisji ze stanowiska Zastępcy Szefa BBN. Dymisja została przyjęta.
15 grudnia 2021 został powołany przez Prezydenta RP do Rady ds. Bezpieczeństwa i Obronności.

### Inna działalność
W roku 2004 prowadził program Fear Factor – Nieustraszeni nadawany przez telewizję Polsat. W roku 2008 był uczestnikiem jednego z odcinków programu Fort Boyard emitowanego w TVP2.
Jest członkiem Rady Patronackiej Instytutu Jagiellońskiego.
Od 2009 do 2013 był członkiem rady Fundacji Byłych Żołnierzy i Funkcjonariuszy Sił Specjalnych „Szturman”.
W 2011 podłożył głos pod głównego Bohatera w Polskiej Wersji gry SOCOM: Polskie Siły Specjalne.

### Publikacje
W 2005 została wydana książka pt. „Gromowładny”, będąca wywiadem-rzeką Magdaleny Łukaszewicz z Romanem Polko. W 2008 ukazała się jego publikacja – koncepcja systemu zwalczania terroryzmu „GROM w działaniach przeciwterrorystycznych” i napisana wspólnie z żoną książka – poradnik pt. „Armia. Instrukcja obsługi”. W styczniu 2012 roku ukazała się jego kolejna publikacja napisana wspólnie z żoną Pauliną Polko pt. „RozGROMić konkurencję”, a w 2014 roku kontynuacja – „Szefologika, czyli logika szefowania”. W 2018 Paulina i Roman Polko wydali książkę „Bezpiecznie już było. Jak żyć w świecie sieci, terrorystów i ciągłej niepewności”, a w 2024 roku "Rozgromić kryzys. Jak żyć w świecie doświadczonym przez pandemię, kryzys i wojnę".

## Awanse
- podpułkownik – 1999
- generał brygady – 2006[13]
- generał dywizji – 2007[14]

## Odznaczenia
- Złoty Krzyż Zasługi[15]
- Srebrny Krzyż Zasługi – 2002[16]
- Srebrny Medal "Siły Zbrojne w Służbie Ojczyzny"
- Złoty Medal "Za zasługi dla obronności kraju"
- Army Commendation Medal – Stany Zjednoczone
- Medal ONZ za misję UNPROFOR – z cyfrą 3 (za odsłużenie trzech 6-miesięcznych zmian)
- Medal NATO za misję KFOR – z cyfrą 2 (za odsłużenie dwóch zmian)
- Order Świętego Maurycego – The Order of Saint Maurice, Peregrinus no P00011 nadany na wniosek żołnierzy 10th SFG przez US National Infantry Association[17]
- Złota Odznaka GROM[18] – przyznana 15.05.2001r., odebrana 12.05.2010 r.[19][20][21] (patrz: dyskusja)
- Krzyż Komandorski Orderu św. Brygidy z Gwiazdą
- Odznaka Instruktora Spadochronowego Klasy Mistrzowskiej
- Wojskowa Odznaka Sprawności Fizycznej I stopnia
- Odznaka pamiątkowa i medal 62 kompanii specjalnej COMMANDO
- Odznaka Ranger (amerykańska)
- Odznaka Pathfinder (amerykańska)
- Odznaka Airborne (amerykańska)
- Odznaka absolwenta Akademii Obrony Narodowej
- Odznaka pamiątkowa 6 Brygady Desantowo-Szturmowej
- Honorowa Odznaka 1 Dywizjonu Lotniczego
- Odznaka Pułkowa 1 Pułku Specjalnego Komandosów
- Buzdygan – nagroda czasopisma Polska Zbrojna dla wyróżniających się osobowości Wojska Polskiego
- Znak FILIPIDES w kategorii HONOROWY ZAWODNIK przyznany przez serwis "Maratony Polskie"[22]